# Motu Kapiti Island
Motu Kapiti Island ist eine Insel der Inselgruppe Poor Knights Islands vor der Ostküste der Region Northland und der Nordinsel von Neuseeland.

## Geographie
Motu Kapiti Island befindet sich rund 105 m westlich des südlichen Endes von Tawhiti Rahi Island. Die Insel besitzt bei einer Ost-West-Ausrichtung eine Länge von rund 210 m und misst an der breitesten Stelle rund 85 m in Nord-Süd-Richtung. Bei einer Flächenausdehnung von rund einem Hektar erhebt sich die Insel etwas über 60 m aus dem Meer.
Südsüdwestlich bis südöstlich von Motu Kapiti Island schließen sich in Entfernungen von zwischen 150 m und 350 m weitere kleinere Inseln an und nach 445 m in südsüdöstlicher Richtung die zweitgrößte Insel der Inselgruppe Aorangi Island.

## Geologie
Die Insel ist vulkanischen Ursprungs und besteht aus rhyolitischen Brekzien und Tuffgesteinen, die im späten Miozän von heißen pyroklastischen Strömen, kühleren Lawinen und von Asche-Niederschlägen abgelagert wurden. In den zurückliegenden neun Millionen Jahren unterlag die Insel stetiger Erosion. Ihre heutige Form entstand vor allem aber durch den Einfluss des Meeres während der letzten Million Jahre, als der Meeresspiegel zwischen etwa dem heutigen Niveau und 100 m tiefer schwankte und die gesamte Region langsam angehoben wurde. Klippen und Höhlen, die während des niedrigeren Meeresspiegels vor etwa 30.000–15.000 Jahren erodierten, sind unter dem heutigen Meeresspiegel erhalten geblieben und bilden ein Paradies für Taucher.

## Naturschutz
1981 wurde die Insel zusammen mit der gesamten Inselgruppe unter dem Reserve Act 1977 unter Naturschutz gestellt. Im selben Jahr wurde die Inselgruppe Teil des zweiten Marine Reserve des Landes, das unter dem Marine Reserves Act 1971 geschützt wurde. 1998 erweiterte die Regierung des Landes das Schutzgebiet, in dem es zusätzlich eine 800 m breite Schutzzone um die Insel zog. Damit entstand ein für die Inselgruppe zusammenhängendes Schutzgebiet.